# Societat Cooperativa de les Farmàcies Populars
La Societat Cooperativa de les Farmàcies Populars va ser un projecte d'intercooperació per crear una xarxa de fàrmacies cooperatives impulsat per Joan Salas i Anton, director de la Revista Cooperativa Catalana. L'objectiu era obrir farmàcies per tota la ciutat de Barcelona per facilitar que la classe treballadora tingués accés a medicaments. El 1914 les farmàcies de la Societat abastien més de 84.000 afiliats.
El projecte s'inicià durant la primavera de 1906 quan Joan Salas i Anton va impulsar una campanya de recaptació de recursos econòmics entre els ambients cooperatius de l'època. 82 entitats i una trentena de persones individuals foren impulsores de la Societat Cooperatives de les Farmàcies Populars, participant-hi totes elles amb títols de subscripció. Cooperatives com La Flor de Maig, l'Econòmica, i l'Artesana (totes elles a Sant Martí de Provençals) van ser membres de la Societat.
La primera sucursal en obrir va ser la del carrer Arc de Sant Cristòfol 11, prop del Mercat de Santa Caterina, ja el 1907. Es van arribar a obrir sucursals a Ciutat Vella, Sants, Poblenou, Sant Andreu del Palomar, Sabadell i Mataró. La sucursal original va traslladar-se al carrer d'Escudellers Blancs (darrera de la Plaça Reial), mentre que l'andreuenca va anar a Horta. Preveient una expansió en el nombre de comerços, el 1912 es va obrir un dipòsit central. L'any 1914, la institució comptava amb 84.000 socis i va iniciar el procés per a la seva formalització administrativa.
El Col·legi de Farmacèutics va fer-ne boicot i va orquestrar una campanya de descrèdit que va forçar el tancament d'algunes de les sucursals. El govern, pressionat per la patronal farmacèutica, no va reconèixer mai la Societat Cooperativa de Farmàcies Populars de manera oficial ni legal ja que la rebaixa de preus en els medicaments que oferia als seus associats implicava el trencament del monopoli de la patronal del sector. Aquest boicot va aconseguir que el govern decretés que la cooperativa ja no donés servei a la ciutadania, només a entitats benèfiques
Aquest context advers propicià que, a finals de 1928, una comissió liquidadora finalitzés l’activitat de l’entitat.